# Dancing with Mr. D
«Dancing with Mr. D» —en español: «Bailando con el Sr. D»— es una canción de la banda británica de rock The Rolling Stones. Fue incluida en el álbum Goats Head Soup de 1973.

## Historia
Escrita por Mick Jagger y Keith Richards, «Dancing with Mr. D» es un tema roquero melancólico, alineada con gran parte de las grabaciones de los Stones inspiradas en el funk de la era de Goats Head Soup. La canción se abre con un riff de Richards prominentemente repetido a lo largo de la canción. Las letras de Jagger aluden al coqueteo con Súcubo o con la muerte.
La canción serviría mejor como introducción al sonido de estudio de los Stones de mediados de los años 70, después de la extensa epopeya de Exile on Main St.' 
La grabación se extendió durante los meses de noviembre de 1972 a enero de 1973. Entre mayo y junio de 1973 se realizaron los trabajos de overdub y mastering. Comenzaron en los estudios Dynamic Sound en Kingston, Jamaica. Continuarían en el estudio Village Recorders en Los Ángeles y en los estudios Island Recording de London.
Billy Preston, que había contribuido en algunas canciones de los Stones en el pasado, se convertiría en un asiduo colaborador en los siguientes trabajos de la banda, en este tema toca el clavinet. Nicky Hopkins interpreta el pianos, mientras que Rebop Kwaku Baah y Pascal realizan la percusión. Mick Taylor toca la guitarra slide mientras que Charlie Watts la batería.
«Dancing with Mr. D» fue interpretada numerosas veces por los stones durante su European Tour of 1973. Fue incluida como lado B del sencillo «Doo Doo Doo Doo Doo (Heartbreaker)».

## Personal
Acreditados:
- Mick Jagger: voz, coros.
- Keith Richards: guitarra eléctrica, coros.
- Mick Taylor: guitarra slide, bajo.
- Charlie Watts: batería.
- Billy Preston: clavinet.
- Nicky Hopkins: piano.
- Rebop Kwaku Baah: congas.
- Pascal: percusión.